# 中央区 (马拉维)
中央区是马拉维3个主要行政区之一，人口 5,491,034（2008年），面积35,592平方公里，首府为利隆圭。

## 行政区划
中央区分为9个县，如下：
- 代扎县（Dedza）
- 多瓦县（Dowa）
- 卡松古县（Kasungu）
- 利隆圭县（Lilongwe）
- 姆钦吉县（Mchinji）
- 恩科塔科塔县（Nkhotakota）
- 恩彻乌县（Ntcheu）
- 恩奇斯县（Ntchisi）
- 萨利马县（Salima）

## 城镇
主要城镇包括：
- 代扎
- 多瓦
- 卡松古（Kasungu）
- 利隆圭（Lilongwe）
- 姆钦吉（Mchinji）
- 恩科塔科塔（Nkhotakota）
- 恩彻乌（Ntcheu）
- 恩奇斯（Ntchisi）
- 萨利马（Salima）